# De Dion-Bouton Type J
Der De Dion-Bouton Type J ist ein Pkw-Modell aus der Anfangszeit des 20. Jahrhunderts. Hersteller war De Dion-Bouton aus Frankreich.

## Beschreibung

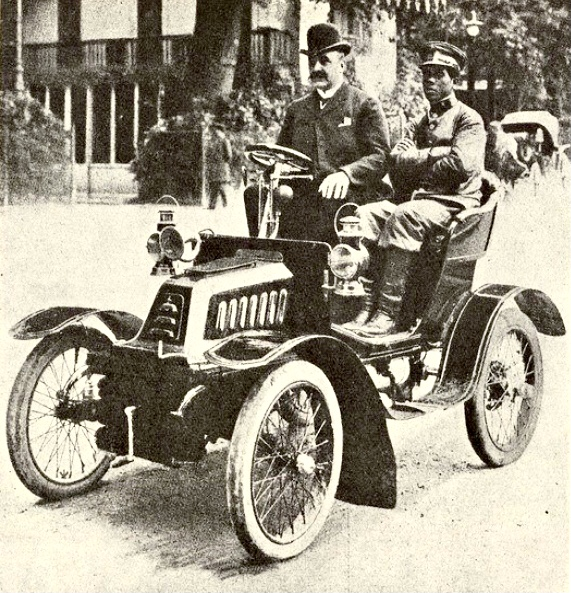
De Dion-Bouton Type J 1902

Mit diesem Modell brachte das Unternehmen erstmals in größerer Menge ein Fahrzeug mit einem vorne angebrachten Ottomotor auf den Markt. Vorausgegangen war die Baureihe De Dion-Bouton Vis-à-Vis mit Heckmotor sowie die Modelle Type H und Type I von 1901, die zwar schon den Frontmotor hatten, aber nur in äußerst geringen Stückzahlen hergestellt wurden.
Die Zulassung durch die nationale Zulassungsbehörde erfolgte am 28. Dezember 1901. Der etwas stärker motorisierte Type K folgte am 1. Februar 1902.
Der De-Dion-Bouton-Einzylindermotor hat 90 mm Bohrung, 110 mm Hub, 700 cm³ Hubraum und 6 PS Leistung. Er befindet sich direkt oberhalb der Vorderachse, wie auch bei Type K, Type O und Type V. Er treibt über ein Zweiganggetriebe und eine Kardanwelle die Hinterräder an. Die Hinterachse ist eine De-Dion-Achse.
Die Basis bildet ein Rohrrahmen. Zwei äußere Rohre laufen parallel zueinander. Dadurch ist der Lenkeinschlag der Vorderräder limitiert. Das Gleiche gilt für die Typen K, O und V, während Type N, Type Q, Type R und Type Y einen Rahmen haben, der vorne schmaler ist als hinten. Der Radstand beträgt 165 cm, die Spurweite 118 cm. Vorder- und Hinterräder haben jeweils zwölf Speichen.
Als schwächerer der beiden Frontmotortypen im Sortiment erhielten die Fahrzeuge üblicherweise einen leichten zweisitzigen Aufbau als Phaeton. Einige Fahrzeuge wurden auch als Tonneau mit Platz für vier Personen karosseriert.
Ein Fahrzeug ist in der Cité de l’Automobile in Mülhausen ausgestellt.
Nachfolger wurde der Type N, der am 18. Juni 1902 seine Zulassung erhielt.